# Ambrosia nivea
Ambrosia nivea là một loài thực vật có hoa trong họ Cúc. Loài này được (B.L.Rob. & Fernald) W.W.Payne mô tả khoa học đầu tiên năm 1964.